# Polymetme thaeocoryla
Polymetme thaeocoryla és una espècie de peix pertanyent a la família Phosichthyidae.

## Descripció
- Pot arribar a fer 21,6 cm de llargària màxima.
- 12-13 radis tous a l'aleta dorsal i 30-34 a l'anal.
- 44-45 vèrtebres.
- 17-19 fotòfors per damunt de l'aleta anal.[5][6]

## Hàbitat
És un peix marí i batidemersal que viu entre 213 i 1.400 m de fondària.

## Distribució geogràfica
Es troba a l'Atlàntic oriental (al llarg de les costes d'Europa i Àfrica des d'Irlanda fins a, si més no, la latitud 4°S i incloent-hi les illes Canàries) i l'Atlàntic occidental (Florida, el golf de Mèxic, el mar Carib, Guaiana i Surinam).

## Observacions
És inofensiu per als humans.